# جوزفین آکویست
جوزفین آکویست (انگلیسی: Josefine Öqvist؛ زادهٔ ۲۳ ژوئیهٔ ۱۹۸۳) یک فوتبالیست سابق سوئدی است که برای  مون پلیه از بخش ۱ زنانه فرانسه و تیم ملی سوئد بازی کرده است. او یک گل حساس در دقیقه ۸۶ در نیمه نهایی جام جهانی ۲۰۰۳ فیفا زنان مقابل کانادا به ثمر رساند تا سوئد را به فینال برساند.
از باشگاه‌هایی که در آن بازی کرده‌است می‌توان به باشگاه فوتبال زنان تیرسو، مون پلیه، مون پلیه، و لینشوپینگ اشاره کرد.
وی همچنین در تیم ملی فوتبال زنان سوئد بازی کرده‌است.